# Parti de la gauche démocratique (Turquie)
Pour les articles homonymes, voir Parti démocrate de gauche et DSP.
Le Parti de la gauche démocratique (en turc, Demokratik Sol Parti ou DSP) est un parti politique de Turquie de tendance social-démocrate et kémaliste.

## Historique

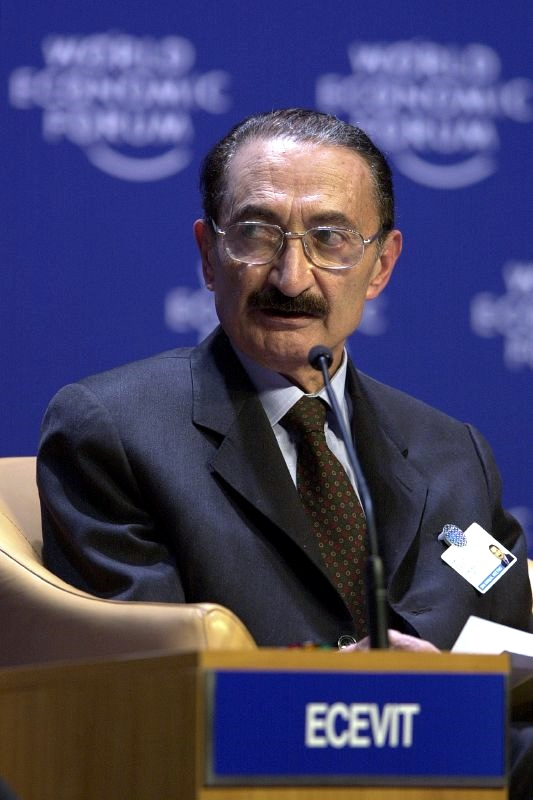
Bülent Ecevit-Davos en 2000

Le parti est enregistré officiellement le 14 novembre 1985 par Rahşan Ecevit, épouse de Bülent Ecevit, ancien Premier ministre ayant été interdit d’activités politiques après le coup d’État de 1980. En 1987, après avoir retrouvé la plénitude de ses droits politiques, il devient le nouveau dirigeant du parti. La même année, le DSP se présente pour la première fois aux élections législatives où il recueille 8,53 % des voix, ce qui ne lui permet pas d'obtenir des sièges. En 1991, il obtient sept sièges de députés, dont celui d'Ecevit, qui revient ainsi au Parlement après onze ans d'absence. Malgré des dissensions internes, le DSP progresse et parvient à décupler sa représentation parlementaire, passant à 76 députés lors des élections de 1995.
En juin 1997, le DSP devient l'une des trois composantes du gouvernement de coalition dirigé par Mesut Yılmaz, dans lequel Ecevit est vice-Premier ministre. Après la chute de ce gouvernement en janvier 1999, Ecevit est chargé de former un nouveau cabinet minoritaire. Le 18 avril suivant, des élections législatives sont organisées, à l'issue desquelles le DSP devient le premier parti de Turquie avec 136 députés sur les 550 que compte le Parlement. Ecevit forme alors un nouveau gouvernement de coalition qui regroupe le DSP, le Parti de la mère patrie (ANAP) ainsi que le Parti d'action nationaliste (MHP). Des allégations de corruption, la crise économique, ainsi que les problèmes de santé du Premier ministre entraînent la chute du gouvernement suivie d'élections législatives anticipées le 3 novembre 2002, marquées par la victoire du Parti de la justice et du développement (AKP).
Le DSP se présente au sein d'une alliance avec le Parti républicain du peuple (CHP) aux élections législatives de juillet 2007, ce qui lui permet d'obtenir treize sièges de députés.
Lors des scrutins suivant, le parti n'obtient que des scores modestes et ne se présente pas lors des élections législatives du 24 juin 2018.

## Présidents
| 1985-1987   | Rahşan Ecevit     |
| 1987-1988   | Bülent Ecevit     |
| 1988-1989   | Necdet Karababa   |
| 1989-2004   | Bülent Ecevit     |
| 2004-2009   | Zeki Sezer        |
| 2009-2015   | Masum Türker (en) |
| Depuis 2015 | Önder Aksakal     |

## Résultats électoraux

### Élections législatives
| Année   | Voix             | %                | Sièges    | Rang | Gouvernement               |
| ------- | ---------------- | ---------------- | --------- | ---- | -------------------------- |
| 1987    | 2 044 576        | 8,53             | 0 / 450   | 4e   | Opposition                 |
| 1991    | 2 624 301        | 10,75            | 7 / 450   | 5e   | Opposition                 |
| 1995    | 4 118 025        | 14,64            | 76 / 550  | 4e   | Opposition                 |
| 1999    | 6 919 670        | 22,19            | 136 / 550 | 1er  | Ecevit V                   |
| 2002    | 384 009          | 1,22             | 0 / 550   | 9e   | Opposition                 |
| 2007    | Au sein du CHP   | Au sein du CHP   | 13 / 550  |      | Opposition                 |
| 2011    | 108 089          | 0,25             | 0 / 550   | 9e   | Opposition                 |
| 06/2015 | 85 810           | 0,19             | 0 / 550   | 8e   | Opposition                 |
| 11/2015 | 31 805           | 0,07             | 0 / 550   | 13e  | Opposition                 |
| 2023    | Au sein de l'AKP | Au sein de l'AKP | 1 / 600   |      | Soutien sans participation |